# Gnaphosa chihuahua
Espèce
Gnaphosa chihuahua est une espèce d'araignées aranéomorphes de la famille des Gnaphosidae.

## Distribution
Cette espèce est endémique du Chihuahua au Mexique,. Elle se rencontre à Parral.

## Description
Les femelles mesurent de 6,77 à 6,98 mm.

## Étymologie
Son nom d'espèce lui a été donné en référence au lieu de sa découverte, l'État de Chihuahua.

## Publication originale
- Platnick & Shadab, 1975 : A revision of the spider genus Gnaphosa (Araneae, Gnaphosidae) in America. Bulletin of the American Museum of Natural History, no 155, p. 1-66 (texte intégral).